# Буча (село)

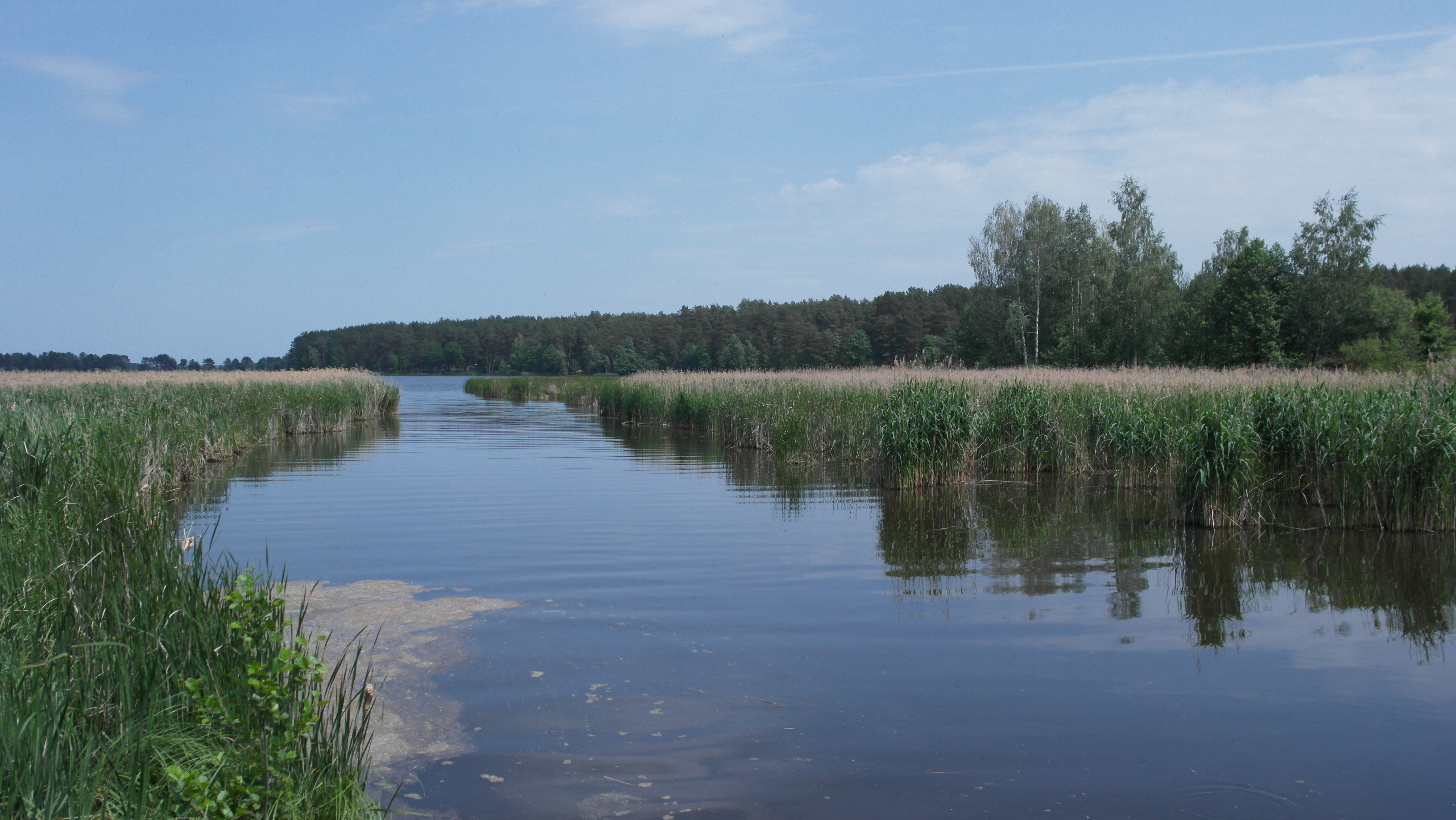
Бучанське водосховище

Бу́ча — село в Україні, у Бучанському районі Київської області. Населення становить 144 особи. Входить до складу Дмитрівської сільської громади.

## Історія
У 1900 році державний хутір Білогородської волості Київського повіту Київської губернії. Відстань від повітового міста 31  верста, від волості 15. Дворів 4, мешканців 20. Хутір при Київсько-Житомирському шосе. Залізнична станція "Боярка", пароплавна - "Київ". На хуторі 205 десятин землі, яка належить землевласнику Івану Матвійовичу Мусі.